# Épisodes de Sauveur Giordano
Cet article présente les épisodes de la série télévisée Sauveur Giordano.

## Épisode 1:Femmes en danger
- France : 3 septembre 2001 sur TF1

- Yann Babilée : Docteur Dufresne
- Patrick Catalifo : Marc
- François Delaive : Kevin Stavick
- Claire Nadeau : Louise
- Nicolas Pignon : René Berthier
- Valérie Sibilia : Jeanne
- Jules Sitruk : Robin

## Épisode 2:Noces de papier
- France : 2 décembre 2002 sur TF1

- Nadia Fossier : Marylin Angeletti
- Eric Poulain : Martial
- Christine Brücher : Reine
- Frédéric Andrau : Thomas
- Cylia Malki : Nina

## Épisode 3:Mauvaises graines
- France : 10 février 2003 sur TF1

- Caroline Baehr : Aline
- Franck Gourlat : Le Bihan
- Jean-Pierre Becker : Schmidt
- Thierry Perkins-Lyautey : Pierrot
- Eva Mazauric : Vanessa

## Épisode 4:Au nom du père
- France : 12 mai 2003 sur TF1

- Ludmila Mikaël : Claire Legrand
- Jérôme Hardelay : Max Legrand
- Laurent Spielvogel : Marchal
- Christian Brendel : Weber
- Bernard Rosselli : Chatel
- Christophe Rouzaud : Battisti
- Marc Samuel : Beaumont
- Karin Swenson : Marianne Séverin
- Gabrielle Forest : Krystel Sauvage

## Épisode 5:Transports dangereux
- France : 15 décembre 2003 sur TF1

- Rosemarie La Vaullée : Marie
- Jean-Michel Vovk : Paul Vovk
- Michel Guillou : le commissaire Roosen
- Fanny Valette : Clara
- Fabienne Vande Meerssche : la journaliste
- Jacques Bouanich : le chauffeur de bus

## Épisode 6:Disparitions
- France : 3 juin 2004 sur TF1

- Églantine Rembauville : Anna Livak
- Michel Voïta : Pierre Fresnoy
- Richard Sammut : Lenard
- Gérard Lartigau : André Livak
- Cécile Gabriel : Blandine Livak
- Faby Schneider :  Clara Fresnoy
- Philippe Uchan : le capitaine Muller
- Anne Marivin : Sophie
- Laurent Mariotte : Laurent

## Épisode 7:Harcèlements
- France : 29 novembre 2004 sur TF1

- Natalia Dontcheva : Fabienne Camus
- Emmanuelle Bach : Lydia Neuville
- Anne Macina : Françoise Gont
- Philippe Bas : Brehal
- Marc Samuel : Meyer
- Pierre Deny : Gérard Langeac

## Épisode 8:Présumé coupable
- France : 21 mars 2005 sur TF1

- Raphaël Personnaz : Maxime Fiorez
- Anne Le Ny : Myriam Fiorez
- Cécile Bois : Caroline Lucas
- Éric Thomas : Gérard Marcial
- Guillaume Cramoisan :  Paul Reynard
- Alexandre Carrière : Ludovic Vernier
- Andrée Damant : madame Reynard
- Alexandre Hamidi : Antoine Perrin
- Vincent Nemeth : Roland Fuech
- Émilie Gavois-Kahn : Sandra Restut

## Épisode 9:L'envers du décor
- France : 6 juin 2005 sur TF1

- Philippe Caroit : le docteur Faroux
- Lizzie Brocheré : Audrey Nancel
- Jean-Yves Chatelais : Éric Tissot
- Stéphane Metzger : Simon Tardieur
- Delphine Zentout : Sylvie Delausne
- Pierre Boulanger : Maxime Levain

## Épisode 10:Le piège
- France : 28 novembre 2005 sur TF1

- Élizabeth Bourgine : Isabelle
- Pierre Laplace : Serge Martelli
- Stanislas Crevillén : Christophe
- Alexandre de Seze : Carvin
- Estelle Krol : Marine

## Épisode 11:Doubles vies
- France : 3 avril 2006 sur TF1

- Jean-Michel Dupuis : le commissaire Vernier
- Jean-Baptiste Martin : Damien
- Margot Abascal : Magali Ribero
- Jean-Michel Fête : Pascal Ribero
- Tristan Aldon : Théo Ribero
- Nelly Alard : Marie
- Vincent Guillaud : Sébastien Rollin
- Joseph Malerba : Charly
- Nicolas Marié : Sagnac
- Caroline Maillard : Lily

## Épisode 12:Aspirant officier
- France : 4 janvier 2007 sur TF1

- Philippe Duclos : Morin
- Malcolm Conrath : Thierry Laslandes
- Jérémie Covillault : Laurent Berthier
- Dimitri Rataud : Romain Dulac
- Chantal Mutel : Jacqueline Barrière
- Jean-Pierre Bouvier : Étienne Barrière

## Épisode 13:Rendez-moi mon bébé
- France : 25 juin 2007 sur TF1

- Wioletta Michalczuk : Maya
- Judith El Zein : Hélène Destouches
- François-Régis Marchasson : Guillaume Destouches
- Stéphan Guérin-Tillié : le docteur Jerbault
- Jean-Baptiste Martin : Damien
- Gérard Lartigau : le docteur Lambert
- Nathalie Besançon : Beauregard
- Nils Olhund : Yann
- Marion Valantine : Sonia Cartier
- Franck Berjot : Jimmy

## Épisode 14:Descente aux enfers
- France : 1er octobre 2007 sur TF1

- Carole Richert : Margot Lebray
- Franck Neel : Eric Lebray
- Isabelle Renauld : Paula Fabre
- Alexis Michalik : Patrick
- Carole Franck : le capitaine Honnel
- Franck-Olivier Bonnet : le juge Mercier
- Olivier Pagès : Andriot
- Laure Balon : la secrétaire d'Andriot
- Philippe Vieux : Gérard
- Fabio Zenoni : le gardien de prison

## Épisode 15:Crédit pour un meurtre
- France : 23 janvier 2012 sur TF1

- Anne Suarez : Aurélie
- Marc Citti : Dorset
- Davy Sardou : Stan
- Philippe Awat : Gaby
- Nicolas Jouhet : Monsieur Legrand
- Nathalie Blanc : Corinne Legrand
- Diane Dassigny : Secrétaire de Dorset

## Épisode 16:Le petit témoin
- France :  9 mars 2012 sur TF1

- Jérémy Quaegebeur : Samy
- Joël Delsaut : Daillancourt
- Alain Lempoel : Gaillac
- Yannis Baraban : Monterfil
- Marie Vernalde : Valérie Perrot
- Erick Deshors : le tueur